# Madden NFL 06
Madden NFL 06 é um jogo eletrônico de futebol americano que foi lançado em 8 de agosto de 2005. Foi lançado para as plataformas PlayStation 2, GameCube, Xbox e Xbox 360, recebendo uma conversão para Windows e Windows Mobile, e os portáteis PSP, Game Boy Advance e DS. Ele é o 16º título da série Madden NFL, da EA Sports, tendo sido o primeiro jogo da série a ser lançado para PSP e Xbox 360. O quarterback Donovan McNabb,que na época jogava no Philadelphia Eagles e agora no Washington Redskins, foi escolhido como ilustração da capa do jogo.
| Madden NFL 06 Soundtrack                          | Madden NFL 06 Soundtrack                   |
| Artist                                            | Song                                       |
| ------------------------------------------------- | ------------------------------------------ |
| Chamillionaire feat. Krayzie Bone                 | "Ridin'"                                   |
| The-Dream feat. Fabolous                          | "Shawty Is a 10"                           |
| Rihanna                                           | "We Ride"                                  |
| The Cool Kids                                     | "Pennies"                                  |
| Bow Wow feat. Johntá Austin                       | "You Can Get It All"                       |
| DJ Jazzy Jeff & the Fresh Prince                  | "The Fresh Prince of Bel-Air"              |
| A$AP Rocky                                        | "Goldie"                                   |
| Lil Jon feat. E-40 & Sean Paul of the YoungBloodZ | "Snap Yo Fingers"                          |
| Trey Songz                                        | "I Need a Girl"                            |
| Beyoncé                                           | "Ring the Alarm"                           |
| Kanye West feat. Common & Talib Kweli             | "Get Em High"                              |
| Lil Wayne feat. Mack Maine                        | "I Know the Future"                        |
| The Pussycat Dolls                                | "Stickwitu"                                |
| Michael Jackson                                   | "Beat It"                                  |
| Memphis Bleek                                     | "My Mind Right"                            |
| Foo Fighters                                      | "DOA"                                      |
| Freeway feat. Beanie Sigel & Jay-Z                | "What We Do"                               |
| Disturbed                                         | "I'm Alive"                                |
| Animal Alpha                                      | "Bundy"                                    |
| The Game                                          | "Get Smashed"                              |
| Mando Diao                                        | "Down in the Past"                         |
| Sonic the Hedgehog                                | "Green Hill Zone (Video Game Madden Mix)"  |
| Sonic the Hedgehog                                | "Marble Zone (Video Game Madden Mix)"      |
| Sonic the Hedgehog                                | "Spring Yard Zone (Video Game Madden Mix)" |
| Sonic the Hedgehog                                | "Labyrinth Zone (Video Game Madden Mix)"   |
| Sonic the Hedgehog                                | "Starlight Zone (Video Game Madden Mix)"   |
| Sonic the Hedgehog                                | "Scrap Brain Zone (Video Game Madden Mix)" |
| Sonic the Hedgehog                                | "Dr. Robotnik's (Video Game Madden Mix)"   |
| Sonic the Hedgehog                                | "Final Zone (Video Game Madden Mix)"       |
| Sonic the Hedgehog                                | "Stage Clear (Video Game Madden Mix)"      |